# دنیای آبی
دنیای آبی فیلمی به کارگردانی صابر رهبر محصول سال ۱۳۴۸ محصول شرکت حسامیان و شریک است. فیلمنامه‌ی این فیلم سیاه و سفید، با طرح داستانی از صابر رهبر توسط فریدون گله تنظیم و بازنویسی شده است. 

## خلاصه داستان
مرد جوانی شیفته‌ی دختری می‌شود. دختر متعلق به خانواده‌ی بسیار متمولی است. او حاضر می‌شود كه علیرغم مخالفت پدرش با مرد جوان ازدواج كند. پس از یك سلسله حوادث مرد جوان در جریان سرقت الماس گرفتار می‌شود، اما با فداكاری دوستش در جریان محاكمه، آزاد شده و نزد خانواده اش باز می‌گردد.

## بازیگران
اسامی بازیگران فیلم دنیای آبی به شکل و ترتیب نمایش در عنوان‌بندی آغازین فیلم   :
| شمارگان | بازیگران             | نقش‌ها            | گویندگان        | توضیحات         |
| ------- | -------------------- | ---------------- | --------------- | --------------- |
| ۱       | بهروز وثوقی          | بهرام            | منوچهر اسماعیلی |                 |
| ۲       | پوری بنایی           | مریم             | ژاله کاظمی      |                 |
| ۳       | همایون               | ماشاالله         | منوچهر اسماعیلی |                 |
| ۴       | [نعمت‌الله] پیشوائیان | فخار             | فرشید فرزان     |                 |
| ۵       | [میرمحمد] تجدد       |                  | صادق ماهرو      |                 |
| ۶       | [مانوئل] ماروتیان    | کارآگاه پلیس     | احمد رسول‌زاده   |                 |
| ۷       | توروس                |                  |                 |                 |
| ۸       | [محسن] آراسته        |                  |                 |                 |
| ۹       | عباس افتخاری         | پسر بهرام و مریم |                 | پسر نوجوان فیلم |
| ۱۰      | [اکبر] جنتی شیرازی   |                  |                 |                 |
| ۱۱      | واهان آقامالیان      |                  |                 |                 |
| ۱۲      | محمد فرزین           |                  |                 |                 |
| ۱۳      | افسون                |                  |                 |                 |
| ۱۴      | مهری مهرنیا          |                  |                 |                 |
| ۱۵      | حسین گیل             |                  |                 |                 |
| ۱۶      | جمیله                |                  | نیکو خردمند     | و با هنرمندی:   |

* اسامی داخل کروشه در عنوان بندی و یا پوستر درج نشده‌اند، ، به معنی که این بازیگران در زمان خود به این نامها شهرت داشته‌اند.
سرپرست گویندگان برای دوبله این فیلم منوچهر اسماعیلی بوده است.

## نمایش فیلم
فیلم «دنیای آبی» برای بار نخست در تاریخ پنج‌شنبه ۱۱ دی ۱۳۴۸ خورشیدی همزمان با عید فطر، در ۱۱ سینما در تهران و همزمان در شهرستانها به نمایش درآمد . این فیلم جایگزین فیلم قصر زرین در گروه سینمایی اونیورسال شد .
سینماهای نمایش‌دهنده فیلم «دنیای آبی» در تهران، در گروه سینمایی اونیورسال شامل ۱۱ سینمای اونیورسال، اروپا، آسیا، میامی، ایران، تیسفون، ساینا، پانوراما و مونت‌کارلو و آستارا (تجریش) و مارلیک بودند  .
سینماهای نمایش‌دهنده فیلم در شهرستانها شامل سینما آتلانتیک در کرمانشاه، پارامونت و پاسارگاد در شیراز،  نقش جهان و همایون در  اصفهان، ساحل و دنیا در اهواز، دیاموند و متروپل در مشهد بودند  .
فیلم «دنیای آبی»، پس از دو هفته نمایش در تهران، در گروه سینمایی اونیورسال در تاریخ پنج‌شنبه ۲۵ دی ۱۳۴۸ جای خود را به فیلم «معجزه قلبها» (خسرو پرویزی) در این گروه سینمایی داد  .

## گروه موسیقی[۲]
- انتخاب موسیقی متن: روبیک منصوری
- آهنگسازان: شاپور نیاکان و سورن الکساندر مایلیان*

- خوانندگان: عهدیه، رامش و عارف
- شاعر: تورج نگهبان

### ترانه‌های فیلم:
- دنیای آرام: ترانه‌ی عنوان‌بندی آغازین فیلم، خواننده: عارف، آهنگساز: مِتین بوُکِی (به ترکی استانبولی: Metin Bükey) تنظیم کننده: سورن الکساندر مایلیان*
- آسته برو آسته بیا، خواننده: رامش

## تولید فیلم
- مهرماه ۱۳۴۷: ادامه فیلم‌برداری فیلم دنیای آبی با فیلم‌برداری صابر رهبر [۱۰] [۱۱]
- تیرماه ۱۳۴۸: آماده‌سازی فیلم برای نمایش [۱۲]